# 國道382號

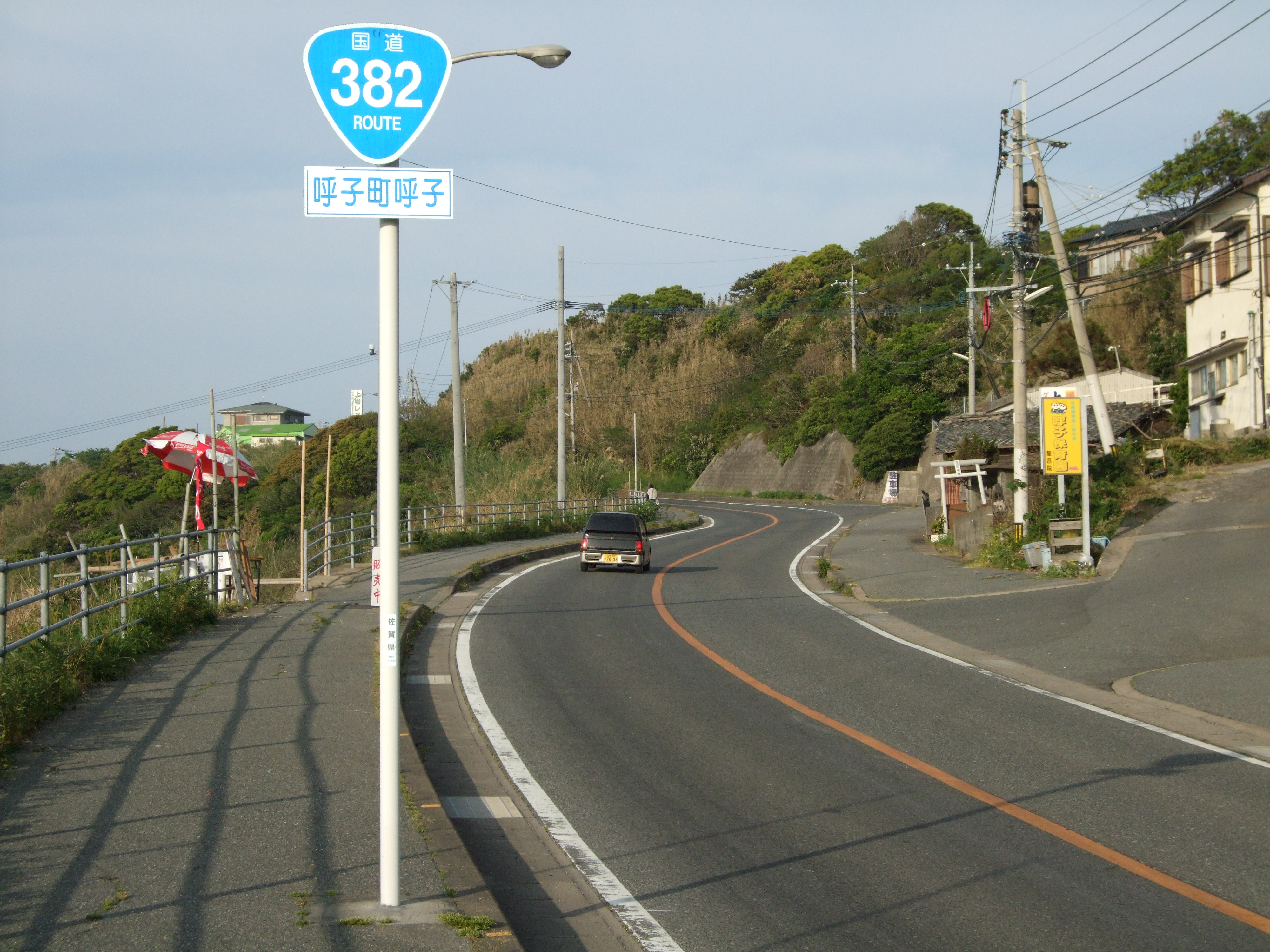
382國道（唐津段）

國道382號（日语：こくどう382ごう）是位於日本長崎縣和佐賀縣的一條國道，全長152.2公里，全線被分為三段，分別位於九州的唐津市、壹岐島的壹岐市和對馬島的對馬市，其中對馬至壹歧、壹歧至唐津之間需由定期渡船連接。此國道也是對馬島、壹歧島上唯一的國道。